# James E. Faust

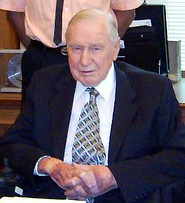
James E. Faust

James Esdras Faust (* 31. Juli 1920 in Delta, Utah; † 10. August 2007) war ein US-amerikanischer Politiker und der 2. Ratgeber des Präsidenten der Kirche Jesu Christi der Heiligen der Letzten Tage, Gordon B. Hinckley.

## Leben
Faust besuchte die Granite High School und machte dort 1937 seinen Abschluss. Noch im selben Jahr begann er an der University of Utah zu studieren. 1939 unterbrach er sein Studium um seine Missionstätigkeit in Brasilien zu absolvieren. 1942 kehrte Faust in die Vereinigten Staaten zurück und leistete seinen Militärdienst im United States Army Air Corps. 1945 wurde er aus selbigem im Rang eines First Lieutenant entlassen. Er nahm nun sein Studium an der University of Utah wieder auf und erhielt dort einen Bachelor of Arts sowie einen Juris Doctor.
Von 1949 bis 1951 gehörte er als Demokrat dem Repräsentantenhaus von Utah an. Im Mai 1962 wurde er zum Präsidenten der Utah State Bar gewählt.
Im Oktober 1972 wurde Faust, der bereits auf lokaler Ebene verschiedene kirchliche Ämter bekleidet hatte, zum Assistenten des Kollegiums der Zwölf Apostel berufen. Dies blieb er bis zur Abschaffung des Amtes 1976. Stattdessen wurde Faust nun in die Präsidentschaft des Ersten Kollegiums der Siebzig berufen. Im Oktober 1978 erfolgte seine Berufung zum Apostel der Kirche Jesu Christi der Heiligen der Letzten Tage und gehörte als solcher dem Kollegium der Zwölf Apostel an. Am 12. März 1995 wurde er 2. Ratgeber des Präsidenten der Kirche Jesu Christi der Heiligen der Letzten Tage, Gordon B. Hinckley, und schied damit aus dem Kollegium der Zwölf Apostel aus. Nach seinem Tod wurde Henry B. Eyring am 6. Oktober 2007 zum 2. Ratgeber berufen.
1997 wurde Faust Ehrendoktor der Brigham Young University. 1998 wurde er Ehrenbürger von São Paulo. 2002 wurde er Ehrendoktor der University of Utah.
Faust war seit 1943 verheiratet.